# Pocky & Rocky 2
Pocky & Rocky 2, titolo originale Kiki Kaikai: Tsukiyo Soushi (奇々怪界 月夜草子? "Lo strambo luogo infestato dai mostri stravaganti: il manoscritto della notte di luna"), è un videogioco sparatutto sviluppato e rilasciato dalla Natsume in Giappone e Nord America e distribuito in PAL dalla Ocean Software per il Super NES. È il seguito di Pocky & Rocky del 1992.

## Modalità di gioco
Pocky & Rocky 2 adotta una prospettiva dall'alto e molti elementi dei classici giochi sparatutto, offrendo al contempo un libero movimento a otto direzioni. Il primo giocatore controlla il protagonista, Pocky, che attacca lanciando talismani ofuda (indicati come "cards" nelle versioni inglesi). Può raccogliere oggetti per migliorare il suo potere d'attacco e nuovi vestiti per proteggersi dai danni, oltre a lanciare il comprimario (uno degli amici di Pocky dalle vite illimitate, controllato o dal CPU o dal secondo giocatore) contro i nemici (uccidendolo) oppure controllarlo per un breve periodo utilizzando la magia. Questa caratteristica era già stata introdotta nel precedente gioco.

## Accoglienza
I quattro recensori di Electronic Gaming Monthly hanno lodato i personaggi aggiuntivi dalle abilità uniche, la grafica ed il design del gameplay. Anche se uno di loro ha espresso antipatia per il fatto che essi agiscano come semplici comprimari alle dipendenze di Pocky, gli hanno comunque dato un punteggio unanime di 8 su 10. GamePro allo stesso modo ha apprezzato i protagonisti, le nuove strategie di gioco, la grafica ed il simpatico design, notando in particolar modo che characters with the new strategy they add, the graphics, and the cute design. They particularly noted that «Anche i più piccoli animali e oggetti mostrano dettagli precisi.»